# Edmund Harvey (polityk)
Thomas Edmund Harvey (ur. 4 stycznia 1875 w Leeds, zm. 3 maja 1955 w Leeds) – brytyjski polityk Partii Liberalnej, a następnie niezależny, deputowany Izby Gmin.

## Działalność polityczna
W okresie od 15 stycznia 1910 do 14 grudnia 1918 reprezentował okręg wyborczy Leeds West, od 6 grudnia 1923 do 29 października 1924 okręg wyborczy Dewsbury i od 19 marca 1937 do 5 lipca 1945 reprezentował okręg wyborczy Combined English Universities w brytyjskiej Izbie Gmin.